# Doghat
Doghat è una suddivisione dell'India, classificata come nagar panchayat, di 13.261 abitanti, situata nel distretto di Bagpat, nello stato federato dell'Uttar Pradesh. In base al numero di abitanti la città rientra nella classe IV (da 10.000 a 19.999 persone).

## Geografia fisica
La città è situata a 29° 12' 49 N e 77° 22' 22 E.

## Società

### Evoluzione demografica
Al censimento del 2001 la popolazione di Doghat assommava a 13.261 persone, delle quali 7.156 maschi e 6.105 femmine. I bambini di età inferiore o uguale ai sei anni assommavano a 2.122, dei quali 1.183 maschi e 939 femmine. Infine, coloro che erano in grado di saper almeno leggere e scrivere erano 7.513, dei quali 4.808 maschi e 2.705 femmine.